# Blo' Norton
Blo' Norton är en civil parish i Storbritannien.   Den ligger i grevskapet Norfolk och riksdelen England, i den sydöstra delen av landet, 120 km nordost om huvudstaden London. Antalet invånare är 270. Arean är 4,6 kvadratkilometer.
Terrängen i Blo' Norton är mycket platt.